# Beatrix Bourbonská
Beatrix Bourbonská (francouzsky Béatrice de Bourbon, 1318?– 23. prosince 1383) byla českou královnou, druhou manželkou Jana Lucemburského. Jejími rodiči byli francouzský vévoda Ludvík I. Bourbonský a Marie z Avesnes.

## Život

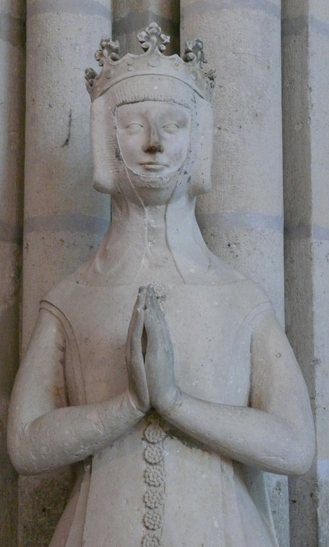
Socha Beatrix Bourbonské (Saint-Denis)

### Dětství a dospívání
Beatrix se narodila do velmi významné rodiny z boční linie kapetovského rodu. Její otec byl vládcem bourbonského vévodství, clermontského a marchského hrabství. Navíc patřil k nejbohatším francouzským šlechticům a mohl stále pobývat na pařížském královském dvoře. Beatrix tak měla postavení, které jí umožňovalo sňatek na nejvyšší úrovni.

### Seznámení a sňatek
Seznámení Beatrix s Janem Lucemburským proběhlo na královském dvoře v Paříži. Jan byl o dvacet pět let starší a byl čtyři roky vdovcem. Jeho první manželka Eliška Přemyslovna zemřela roku 1330, ale rozpad manželství Jana a Elišky nastal dávno před její smrtí. Francouzský král Filip VI. se snažil připoutat Jana k sobě a Francii a nejspíš on inicioval Janův druhý sňatek s Beatrix, dcerou bourbonského vévody Ludvíka I. a Marie z Avesnes.
Sňatek se uskutečnil roku 1334 na zámku ve Vincennes u Paříže. Nevěstin otec připsal dceři rentu z výnosů statků v Clermontu. Český král a jeho dědicové pak získali smlouvou některá léna v tchánových zemích. Král Jan připsal své druhé manželce výnosy ze statků v lucemburském panství. Mužští potomci z toho manželství měli zdědit hrabství lucemburské. Jan v této smlouvě zapomněl na své dva syny s Eliškou Přemyslovnou, Karla a Jana Jindřicha. Jan a Beatrix byli příbuzní ze strany nevěstiny matky, proto byl třeba k sňatku dispenz papeže Benedikta XII.

### Příjezd do Čech
Do Českého království přijela Beatrix 2. ledna roku 1336, k českým hranicím jí přijel naproti průvod vedený markraběnkou Blankou z Valois, manželkou Karla IV. Král Jan uvedl svou druhou ženu do královského paláce čp. 647/I na Starém Městě proti minoritskému klášteru s kostelem sv. Jakuba. Mluvila jen francouzsky a společnost jí v době Janovy nepřítomnosti tak v cizí zemi dělala především Blanka z Valois, která ji jela přivítat hned při příjezdu až na hranice Českého království. Češi si Beatrix nijak neoblíbili, jako královnu už uznávali Blanku, manželku Janova prvorozence a následníka trůnu Karla.
| „           | ...přišel náš otec do Čech a přivedl sebou manželku, kterou si vzal za královnu, jménem Beatrix, dceru vévody bourbonského, z rodu králů francouzských... | “ |
| — Karel IV. | |   |

Dne 25. února 1337 porodila Beatrix syna Václava Lucemburského. Jan k němu měl zcela jiný a mnohem vřelejší vztah než k potomkům z prvního manželství. Samotný porod budoucího vévody byl velmi těžký a nakonec musel být proveden císařským řezem, který přežila i jeho matka Beatrix. V té době to bylo velmi neobvyklé, neboť matky umíraly i u běžných porodů. V latinském dopise oznamujícím radostnou novinu městu Kolínu se o porodu hovoří "bez porušení našeho těla" a údiv nad zákrokem zmiňuje vlámská kronika Brabantsche Yeesten. Snad jako poděkování za tento zázrak dostal jméno Václav, jméno zemského patrona obvyklé v přemyslovské dynastii. Stejným jménem Václav byl pokřtěn již Janův prvorozený syn, pozdější král Karel IV. Sympatie pro královnu ani Jana toto gesto nezískalo. Korunovace Beatrix 18. května 1337 i s hostinou proběhla za okázalého nezájmu veřejnosti a kronikář Petr Žitavský si povšiml i nedbalosti Janova zevnějšku a chybějící koruny.
| „                   | Dne 25. února 1337 porodila králi syna, k veliké jeho radosti: ale kromě krále zdálo se, že nikdo v Čechách netěšil se události té. | “ |
| — František Palacký | |   |

### Odjezd z Čech
Beatrix zanechala syna kojné a chůvě v Praze, a čtrnáct dní po své korunovaci, 1. července 1337, odcestovala z Čech do Lucemburska a do země se již nikdy nevrátila. Jan Lucemburský v létě 1346 padl v bitvě u Kresčaku a Beatrix zaopatřená jeho závětí odešla na své vdovské statky. O rok později se znovu provdala za Oda z Grancey a i nadále užívala titulu české královny. Dojednala sňatek svého syna Václava s Johanou, o řadu let starší ovdovělou dcerou brabantského vévody Jana III. Žila bohatý společenský život, milovala umění a z jejího majetku se dochovala iluminovaná modlitební knížka.
Nakonec přežila nejen své nevlastní syny Karla a Jana Jindřicha, ale o dva týdny i vlastního syna Václava. Byla pohřbena v dnes již neexistujícím kostele jakobínského kláštera v Paříži. Její kamenná socha byla odtamtud po roce 1800 převezena do kostela a pohřebiště francouzských králů v St. Denis, kde stojí v křížení transeptu a jižní boční lodi.

## Vývod z předků
|                    |                         |  |                        |                                 |  |  |  |  |  |  |  | Ludvík VIII. Francouzský |
|                    |                         |  |                        |                                 |  |  |  |  |  |  |  |                          |
|                    | Ludvík IX. Francouzský  |  |                        |                                 |  |  |  |  |  |  |  |                          |
|                    |                         |  |                        |                                 |  |  |  |  |  |  |  |                          |
|                    |                         |  |                        | Blanka Kastilská                |  |  |  |  |  |  |  |                          |
|                    |                         |  |                        |                                 |  |  |  |  |  |  |  |                          |
|                    | Robert z Clermontu      |  |                        |                                 |  |  |  |  |  |  |  |                          |
|                    |                         |  |                        |                                 |  |  |  |  |  |  |  |                          |
|                    |                         |  |                        | Ramon Berenguer V. Provensálský |  |  |  |  |  |  |  |                          |
|                    |                         |  |                        |                                 |  |  |  |  |  |  |  |                          |
|                    | Markéta Provensálská    |  |                        |                                 |  |  |  |  |  |  |  |                          |
|                    |                         |  |                        |                                 |  |  |  |  |  |  |  |                          |
|                    |                         |  |                        | Beatrix Savojská                |  |  |  |  |  |  |  |                          |
|                    |                         |  |                        |                                 |  |  |  |  |  |  |  |                          |
|                    | Ludvík I. Bourbonský    |  |                        |                                 |  |  |  |  |  |  |  |                          |
|                    |                         |  |                        |                                 |  |  |  |  |  |  |  |                          |
|                    |                         |  |                        | Hugo IV. Burgundský             |  |  |  |  |  |  |  |                          |
|                    |                         |  |                        |                                 |  |  |  |  |  |  |  |                          |
|                    | Jan Burgundský          |  |                        |                                 |  |  |  |  |  |  |  |                          |
|                    |                         |  |                        |                                 |  |  |  |  |  |  |  |                          |
|                    |                         |  |                        | Jolanda z Dreux                 |  |  |  |  |  |  |  |                          |
|                    |                         |  |                        |                                 |  |  |  |  |  |  |  |                          |
|                    | Beatrix Burgundská      |  |                        |                                 |  |  |  |  |  |  |  |                          |
|                    |                         |  |                        |                                 |  |  |  |  |  |  |  |                          |
|                    |                         |  |                        | Archambaud IX. Bourbonský       |  |  |  |  |  |  |  |                          |
|                    |                         |  |                        |                                 |  |  |  |  |  |  |  |                          |
|                    | Anežka z Dampierre      |  |                        |                                 |  |  |  |  |  |  |  |                          |
|                    |                         |  |                        |                                 |  |  |  |  |  |  |  |                          |
|                    |                         |  |                        | Jolanda ze Châtillonu           |  |  |  |  |  |  |  |                          |
|                    |                         |  |                        |                                 |  |  |  |  |  |  |  |                          |
| Beatrix Bourbonská |                         |  |                        |                                 |  |  |  |  |  |  |  |                          |
|                    |                         |  |                        |                                 |  |  |  |  |  |  |  |                          |
|                    |                         |  | Bouchard IV. z Avesnes |                                 |  |  |  |  |  |  |  |                          |
|                    |                         |  |                        |                                 |  |  |  |  |  |  |  |                          |
|                    | Jan I. z Avesnes        |  |                        |                                 |  |  |  |  |  |  |  |                          |
|                    |                         |  |                        |                                 |  |  |  |  |  |  |  |                          |
|                    |                         |  |                        | Markéta II. Flanderská          |  |  |  |  |  |  |  |                          |
|                    |                         |  |                        |                                 |  |  |  |  |  |  |  |                          |
|                    | Jan II. Holandský       |  |                        |                                 |  |  |  |  |  |  |  |                          |
|                    |                         |  |                        |                                 |  |  |  |  |  |  |  |                          |
|                    |                         |  |                        | Floris IV. Holandský            |  |  |  |  |  |  |  |                          |
|                    |                         |  |                        |                                 |  |  |  |  |  |  |  |                          |
|                    | Adéla Holandská         |  |                        |                                 |  |  |  |  |  |  |  |                          |
|                    |                         |  |                        |                                 |  |  |  |  |  |  |  |                          |
|                    |                         |  |                        | Matylda Brabantská              |  |  |  |  |  |  |  |                          |
|                    |                         |  |                        |                                 |  |  |  |  |  |  |  |                          |
|                    | Marie z Avesnes         |  |                        |                                 |  |  |  |  |  |  |  |                          |
|                    |                         |  |                        |                                 |  |  |  |  |  |  |  |                          |
|                    |                         |  |                        | Walram III. Limburský           |  |  |  |  |  |  |  |                          |
|                    |                         |  |                        |                                 |  |  |  |  |  |  |  |                          |
|                    | Jindřich V. Lucemburský |  |                        |                                 |  |  |  |  |  |  |  |                          |
|                    |                         |  |                        |                                 |  |  |  |  |  |  |  |                          |
|                    |                         |  |                        | Ermesinda Lucemburská           |  |  |  |  |  |  |  |                          |
|                    |                         |  |                        |                                 |  |  |  |  |  |  |  |                          |
|                    | Filipa Lucemburská      |  |                        |                                 |  |  |  |  |  |  |  |                          |
|                    |                         |  |                        |                                 |  |  |  |  |  |  |  |                          |
|                    |                         |  |                        | Jindřich II. z Baru             |  |  |  |  |  |  |  |                          |
|                    |                         |  |                        |                                 |  |  |  |  |  |  |  |                          |
|                    | Markéta z Baru          |  |                        |                                 |  |  |  |  |  |  |  |                          |
|                    |                         |  |                        |                                 |  |  |  |  |  |  |  |                          |
|                    |                         |  |                        | Filipa z Dreux                  |  |  |  |  |  |  |  |                          |
|                    |                         |  |                        |                                 |  |  |  |  |  |  |  |                          |